# Inversiones Alsacia
Inversiones Alsacia S.A. —conocida simplemente como Alsacia— fue una empresa chilena de transporte público que operó la Unidad de negocio 1 de Transantiago, recorridos 101 a 126, 408/e y 410/e. Su operación se basaba en el eje vial poniente-centro y centro-norte del sistema de transporte público Transantiago, actual Red Metropolitana de Movilidad. Era una sociedad anónima cerrada constituida por capitales colombianos, la cual era controlada por la también colombiana Global Public Service. Sus buses eran de color celeste con franja blanca. El 10 de mayo de 2022 la Comisión para el Mercado Financiero (CMF) canceló su inscripción del registro de empresas, por lo que está fue disuelta.

## Historia

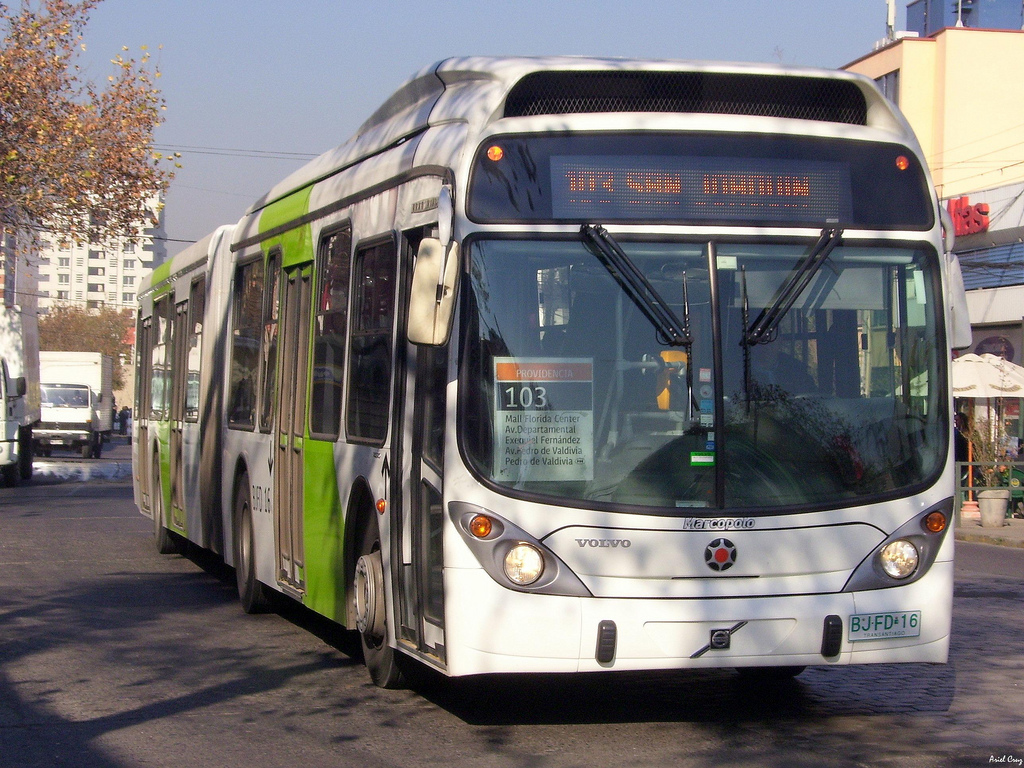
Recorrido 103, Providencia - San Joaquín, operado por Inversiones Alsacia.

Fue fundada el 24 de noviembre de 2004 para la licitación de vías del plan de transporte público de la ciudad de Santiago de Chile llamado Transantiago, postulando al Troncal 1 (recorridos 100) del mencionado sistema. A comienzo del año 2005 gana la licitación logrando adjudicarse el troncal al cual postuló, en donde comienza con la compra de su flota de buses para operar los servicios que le fueron asignados, que en primera instancia correspondía a recorridos de las Micros Amarillas. Fue una de las principales empresas del sistema Transantiago. Además fue uno de los primeros operadores, junto a Subus Chile y 
Express de Santiago Uno, en implementar en octubre de 2005 el modelo de buses articulados en Santiago, llamados popularmente buses orugas.
El 22 de octubre de 2005 comenzó a operar los recorridos de las Micros Amarillas que le fueron asignados en la primera fase del sistema en donde estrenó sus modernos buses Volvo en modelos rígidos y articulados. Esta etapa duraría hasta el 9 de febrero de 2007, instancia en la que le fueron asignando y cancelando varios servicios correspondientes al antiguo sistema a medida que ingresaba más buses nuevos a su flota, la que estaba compuesta por vehículos con el estándar Transantiago y buses reacondicionados del sistema antiguo.
Desde el 10 de febrero de 2007, comenzó con la operación de los servicios correspondientes al Troncal 1 que le fueron asignados. Estos recorridos estaban numerados desde el 101 al 110 incluyendo variantes en algunos de ellos. En este período de operación se caracterizaba por ser del tipo periférico pasando por arterias urbanas como Teniente Cruz, Las Rejas, Departamental, General Velásquez, Los Leones, Pedro de Valdivia, Macul y Avenida La Florida. Sus buses, al igual que todos los buses troncales, estaban pintados de color blanco con franja verde.

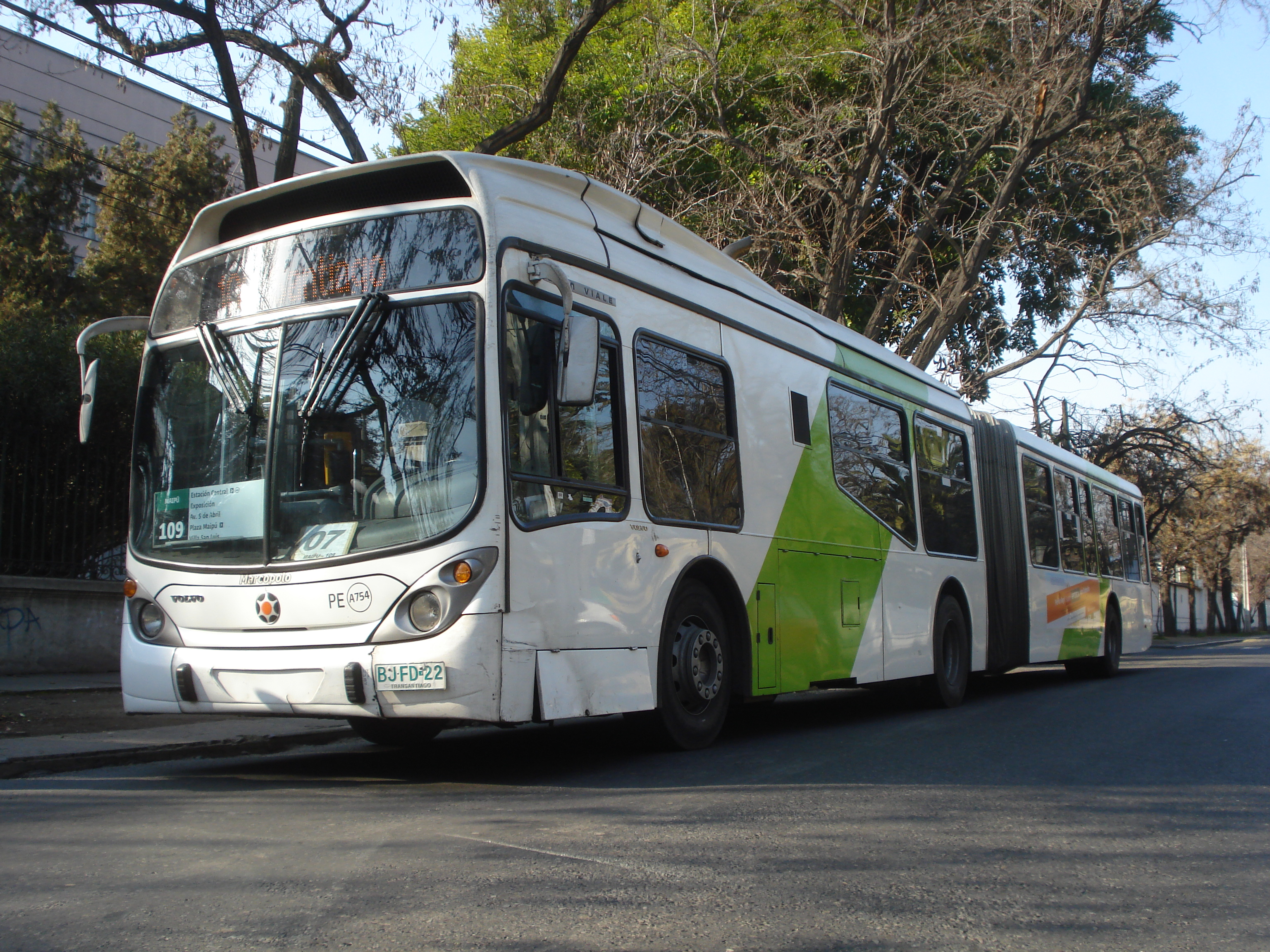
Recorrido 109, Renca - Maipú, operado por Inversiones Alsacia.

Desde inicios de Transantiago fue uno de los operadores más deficiente del sistema, algo que ponía en apuros al ministerio del ramo. Hacia fines de 2016 y bajo los nuevos estándares de calidad fue posicionada en el último lugar tanto para cumplimiento de frecuencia como de regularidad.
En marzo de 2011 colocó un bono de USD 464 millones en el mercado estadounidense. Estos recursos fueron utilizados para reestructurar su deuda, por un lado, y para la adquisición de la empresa Express de Santiago Uno, por el otro. En agosto del mismo año el Ministerio de transporte, encabezado por Pedro Pablo Errázuriz, decidió realizar una licitación de nuevos contratos. Lo anterior ante el vencimiento de los contratos de las zonas alimentadoras, eliminando la denominación de troncales y alimentadores por zonas de concesión.
El 1 de junio de 2012 se concreta el cambio en el esquema de operación, en donde Inversiones Alsacia se adjudica los servicios 408 y 410 correspondientes al Troncal 4, administrados en ese entonces por la empresa Express de Santiago Uno, conformando de esta manera la Unidad de negocio 1 de Transantiago, cuyo color característico era el celeste con una franja blanca en medio de los buses.
De acuerdo al contrato de concesión de vías de 2003, Inversiones Alsacia tenía un plazo de operación hasta el 22 de octubre de 2018. Sin embargo, su operación se extendió hasta el 28 de febrero de 2019, fecha en que finalizó la distribución paulatina de sus recorridos hacia otras empresas operadoras (Express de Santiago Uno, Metbus, Buses Vule, STP Santiago y Redbus Urbano).
En junio de 2020, Alsacia y sus filiales vendieron la totalidad de sus terminales ubicados en Huechuraba, Maipú, Peñalolén, Puente Alto y Renca. La operación, cifrada en USD 110 millones y equivalente a 5 inmuebles, se realizó con el fin de pagar finiquitos a extrabajadores y deudas con acreedores. Estos recintos fueron adquiridos por la Compañía Consorcio Nacional de Seguros, los cuales serían arrendados al ministerio de transporte, que a su vez los subarrendaría a Alsacia.
El 22 de enero de 2022, mediante el diario oficial de Chile, se dio a conocer que Express de Santiago Uno fue absorbida por Inversiones Alsacia, quien adquirió el 100 % de las acciones de la primera. En dicho acto, además, se informó que Express fue totalmente disuelta el 17 de diciembre de 2021 y que Alsacia sería el continuador legal.

### Problemas financieros
Hacia 2014 se hizo público el déficit financiero de Inversiones Alsacia. En enero de aquel año se conoció que la firma no pagaría una cuota de USD 51,6 millones producto del bono emitido en 2014. Su deterioro económico se origina en 2012 tras el cambio de esquema del sistema Transantiago. Lo anterior debido a que como no cumplía los estándares mínimos de servicio el ministerio del ramo dividió en 5 cuotas la indemnización por el término anticipado de su contrato de operaciones, equivalentes a USD 31 millones. Ante esto la empresa fue recalificada en su situación de riesgo financiero a empresa en eventual default financiero por las clasificadoras estadounidenses Fitch Ratings y Moody’s, la cual se podría revertir tras los pagos del Ministerio de Transportes.
Para agosto de 2014 se hizo público el default financiero de Inversiones Alsacia al no concretar el pago de una cuota de USD 39 millones, equivalente a la séptima del bono emitido en el mercado estadounidense. En la misma línea, en octubre de 2014, se declaró en bancarrota acogiéndose al capítulo 11 de la Ley de Quiebras estadounidense en Nueva York. Sin embargo, Alsacia negó que estuviese en quiebra, indicando que el proceso buscaba la protección por una deuda cercana a los USD 1000 millones. Además de que todo se ajustaba al proceso de reorganización financiera que se llevaba a cabo en Estados Unidos.
No obstante, en junio de 2016 informó del incumplimiento en el pago de una de sus cuotas del bono emitido en 2011. Esto acrecentó los problemas financieros que acarreaba la empresa desde 2014. Asimismo, en septiembre del mismo año, y tras no llegar a un acuerdo financiero con el Ministerio de Transportes, la situación económica de Alsacia quedó en manos de sus bonitas y acreedores lo que conllevaría posibles efectos negativos en la operación de la misma.
En marzo de 2017 se acogió a una reorganización judicial con base en la ley chilena n.º 20 720. Lo anterior para intentar reestructurar sus activos y pasivos tras un largo deterioro financiero de la firma, lo que incluía una pérdida de cerca de CLP 48 500 millones en 2015. En un comunicado la empresa culpó de sus problemas financieros al ministerio de transporte por, según ellos, darles un plan de operación incumpible, un aumento en la evasión del pago del pasaje, descuentos por no cumplimiento y la reasignación de servicios. Finalmente el 11.º Juzgado Civil de Santiago rechazó la solicitud de reorganización.

### Demanda contra Chile
El 26 de mayo de 2017 Alsacia decidió demandar al Estado chileno ante el CIADI tras considerar una violación del tratado de libre comercio entre Colombia y Chile.
En febrero de 2018 la empresa presentó sus argumentos para sostener la demanda en contra del Estado chileno. En ella solicitaron una indemnización de USD 330 millones. En ellos esgrimieron un trato arbitrario por parte del ministerio de transporte hacia la empresa y su filial Express de Santiago Uno. A esto se sumaba los cambios en las condiciones contractuales.
El 13 de junio de 2018 Chile presentó su respuesta a dicha demanda rechazando las reclamaciones de Alsacia. Dentro de los argumentos chilenos estaba que la empresa era responsable de su deterioro financiero, tras detectar pagos por cerca de USD 238 millones a empresas controladas por ella misma.
Hacia abril de 2019, comenzaron las rondas de alegatos entre ambas partes en Londres. Por parte de Alsacia acusaron que el Estado chileno los obligó a poner término anticipado de los contratos de concesión firmados en 2005 y a suscribir nuevos contratos. Además, indicaron que Chile les impidió el buen funcionamiento de la compañía, esto a través de no implementar una infraestructura adecuada o controlar la alta evasión del pasaje. Por su parte Chile mantuvo su postura indicando que Alsacia mantenía un sobreendeudamiento, una estrategia financiera deficiente y pagos injustificados a empresas relacionadas.
No obstante, en enero de 2021 se dio a conocer que el CIADI rechazó la demanda en contra de Chile. En su fallo concluyó que la nación sudamericana no cometió ninguna violación al tratado de libre comercio suscrito con Colombia. Asimismo, condenó a Alsacia al pago del 40 % de los costos de la defensa chilena, monto que ascendía a USD 2,6 millones. Entre los argumentos de la corte arbitral estaba que los controladores de Alsacia habían presentado parte de las reclamaciones fuera del plazo de prescripción estipulado en los tratados. Con ello la corte no tenía jurisdicción para analizar el fondo de la demanda. Sobre las que si tenía jurisdicción las rechazó en su totalidad.

### Término de contrato
En agosto de 2018 se dio a conocer que el Ministerio de transporte, al mando de Gloria Hutt, decidió poner fin al contrato de Inversiones Alsacia. En la instancia se informó que los servicios serían transferidos a otros operadores del sistema.
En efecto, el 23 de octubre de 2018 dejó de operar los servicios 101/c, 103, 106, 107/c, 108 y 117/c. Estos pasaron a ser operados por la empresa Express de Santiago Uno. Se enmarcó en el término de contrato de Inversiones Alsacia. En la misma línea, el 12 de enero de 2019 los servicios 109/n, 110/c, 115, 118 y 408/e dejaron de ser operados por Inversiones Alsacia. En la oportunidad fueron transferidos a Metbus. El 26 del mismo mes los servicios 111, 113/c/e, 119, 121, 125 y 126 son transferidos hacia Buses Vule. Este traspaso correspondió al tercero desde fin del contrato de Alsacia con Transantiago. El 16 de febrero de 2019 los servicios 102, 104, 112n y 114 son traspasados a STP Santiago. Este correspondía al cuarto traspaso de recorridos. Finalmente, el 1 de marzo de 2019 son transferidos hacia Redbus Urbano los servicios 105, 116, 120 y 410/e. Correspondiente al último traspaso esta empresa quedó sin recorridos completándose así el término del contrato con Transantiago.
No obstante, Inversiones Alsacia fue subcontratada por Express de Santiago Uno como prestadora de servicios, con lo cual el 19 % de la firma siguió en operaciones.

## Terminales
La empresa contaba con 7 depósitos para su flota, ubicados en lugares estratégicos para la operación de sus servicios. Estos tenían la siguiente denominación y ubicación:
- Huechuraba: Av. Recoleta 5151, Huechuraba.
- Renca: Av. Condell 1570, Renca.
- Maipú: Av. 5 Poniente 555, Maipú.
- Puente Alto: Av. Camilo Henriquez 4318, Puente Alto.
- Peñalolén: Av. Las Torres 6800, Peñalolén.
- Sepa: Santa Margarita 1600, San Bernardo.
- René Olivares: René Olivares Becerra 2929, Maipú.

## Material rodante
Inversiones Alsacia comenzó la adquisición de su flota de buses para la operación del troncal 1 entre 2005 y 2006 cuando estaba en rigor la primera fase de Transantiago, correspondientes a la malla de recorridos de las antiguas Micros amarillas. En este período adquiere 142 buses articulados Busscar Urbanuss en chasis Volvo B9 SALF y 404 buses rígidos Marcopolo Gran Viale en Volvo B7R LE.
Posteriormente, en 2008 la empresa adquirió 41 buses articulados Marcopolo Gran Viale en chasis Volvo B9 SALF. A estos se suma un bus modelo Busscar Urbanuss Pluss en chasis Volvo B7R LE, para sustituir un bus destruido en la intersección de Avenida Macul con Avenida Grecia.
Entre agosto y octubre de 2010 adquiere 43 buses rígidos Caio Mondego L en chasis Volvo B7R LE, para la operación de los servicios 306 (119) y 311 (121) que le fueron asignados producto de la relicitación del Troncal 3. A estos se suman dos vehículos modelo Marcopolo Gran Viale en chasis Volvo B9 SALF, con el fin de sustituir un bus destruido que quedó en Avenida Departamental en 2009.
En julio de 2011 fue incorporado un bus modelo Marcopolo Gran Viale en chasis Scania K230UB, que funciona a biodiésel, siendo hasta esa fecha el bus más ecológico del Transantiago.
En el año 2012, adquiere en el remate de la empresa Las Araucarias 34 buses rígidos Caio Mondego L en chasis Agrale MT 12.0 LE. Estos buses fueron comprados por dicha empresa para la Zona G. En el mismo período su filial Express de santiago Uno le transfiere 56 buses Marcopolo Gran Viale en chasis Volvo B9 SALF y 6 Marcopolo Gran Viale en chasis Volvo B7RLE, para la operación de los servicios 408 y 410.
Durante 2014, la empresa nuevamente adquiere 28 buses nuevos modelo Marcopolo Gran Viale en Volvo B290RLE con tecnología Euro 5. Estos vehículos vienen con cámaras de seguridad, puertas en ambos lados del bus, mejores asientos y con protección de cabina para el conductor.
La flota de buses que poseía estaba compuesta de la siguiente manera:
- 239 Buses Articulados
  - 141 Busscar Urbanuss, chasis Volvo B9 SALF, adquiridos entre 2005 y 2006, con transmisión automática ZF Ecomat.
  - 97 Marcopolo Gran Viale, chasis Volvo B9 SALF, adquiridos entre 2005 y 2010, con transmisión automática ZF Ecomat.
- 472 Buses Rígidos
  - 399 Marcopolo Gran Viale, chasis Volvo B7R LE, adquiridos entre 2005 y 2006, con transmisión automática ZF Ecomat.
  - 1 Busscar Urbanuss Pluss, chasis Volvo B7R LE, año 2007, con transmisión automática Voith.
  - 41 Caio Mondego L, chasis Volvo B7R LE, año 2010, con transmisión automática Voith.
  - 1 Marcopolo Gran Viale, chasis Scania K230UB, año 2011, con transmisión automática ZF Ecomat. Bus biodiésel.
  - 28 Marcopolo Gran Viale, chasis Volvo B290RLE Euro 5, adquiridos en 2014, con transmisión automática Voith. Buses con puertas ambos lados.
- 30 Buses Rígidos Medio
  - 30 Caio Mondego L, chasis Agrale MT-12LE, año 2010, transmisión automática Allison. Obtenidos del remate Las Araucarias (empresa).

## Recorridos
Inversiones Alsacia durante su existencia ha operado diferentes recorridos, los cuales pertenecieron a las Micros amarillas y actualmente al Transantiago. En las Micros amarillas operó una malla de servicios que le fueron asignados de acuerdo a su contrato de concesión, los que operó desde el 22 de octubre de 2005 hasta el 9 de febrero de 2007 en las distintas fases de esta primera etapa. Dentro del sistema Transantiago tuvo a su cargo todos los servicios de buses correspondientes al Troncal 1, desde el 10 de febrero de 2007 al 31 de mayo de 2012, cuando pasó a ser la nueva Unidad de negocio 1.

### Primera etapa Transantiago

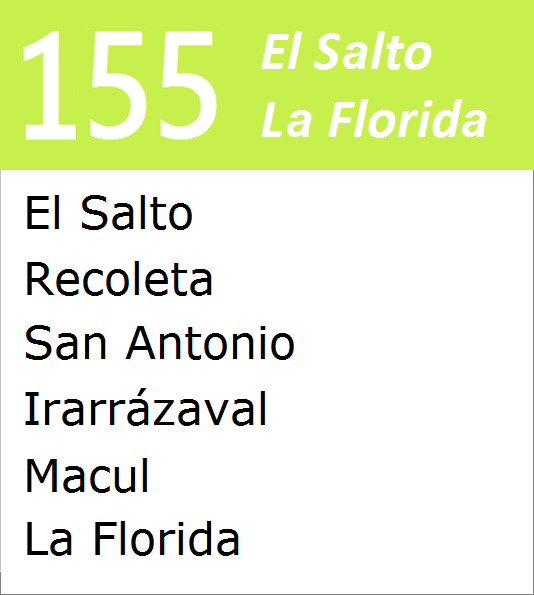
Letrero del recorrido 155, El Salto - La Florida operado por Inversiones Alsacia

El sábado 22 de octubre de 2005 comenzó sus operaciones al hacerse cargo de varios recorridos de las micros amarillas, los cuales operó con una flota compuesta por buses estándar en chasis Volvo B7R LE y B9 SALF y reacondicionados provenientes del antiguo sistema. Durante esta etapa del sistema Transantiago, específicamente en las fases 1A, 1B y 1C, la empresa adquirió de forma paulatina los recorridos que le fueron asignados.
A continuación, se detalla la malla de recorridos que tuvo Inversiones Alsacia, en cada una de las fases anteriormente enunciadas que comprendieron la Etapa de Implementación del Transantiago. Las casillas de color verde claro indican las líneas que funcionaron con buses estándar; en tanto, las casillas de color amarillo representan los servicios operados con buses normales:
| Recorrido | Inicio            | Fin                |
| --------- | ----------------- | ------------------ |
| 101       | La Granja         | Conchalí           |
| 105       | La Pintana        | Conchali           |
| 109       | Zapadores         | Puente Alto        |
| 111       | Huechuraba        | Nuevo Amanecer     |
| 122       | Lo Espejo         | Huechuraba         |
| 130       | Renca             | La Florida         |
| 131       | J.A. Rios         | La Florida         |
| 134       | Renca             | La Florida         |
| 144       | Renca             | Lo Espejo          |
| 149       | Quilicura         | La Florida         |
| 151       | Recoleta          | La Florida         |
| 155       | El Salto          | La Florida         |
| 162       | Puente Alto       | Recoleta           |
| 169       | Villa Chena       | El Salto           |
| 177       | Lo Espejo         | El Salto           |
| 221       | Cerro Navia       | Peñalolén          |
| 301       | Conchalí          | Maipú              |
| 315       | Quilicura         | Las Parcelas       |
| 341       | Lo Espejo         | Las Condes         |
| 342       | Lo Sierra         | Tomás Moro         |
| 343       | Las Condes        | Santa Olga         |
| 355       | Cerro Navia       | La Florida         |
| 362       | Cerrillos         | La Florida         |
| 393       | La Pintana        | Estación Central   |
| 395       | Gabriela          | Alameda            |
| 404       | Puente Alto       | Renca              |
| 405       | Pudahuel Sur      | La Florida         |
| 429       | Pedro de Valdivia | Pudahuel           |
| 430       | Pedro de Valdivia | Pudahuel Sur       |
| 605       | La Florida        | Las Condes         |
| 611       | San Bernardo      | Rotonda Lo Curro   |
| 620       | Lo Barnechea      | Villa Sur          |
| 621       | San Bernardo      | Rotonda Lo Curro   |
| 631       | Maipú             | Panamericana Norte |
| 638       | Las Condes        | P.A. Cerda         |
| 639       | Las Condes        | La Florida         |
| 650       | Puente Alto       | Parque Arauco      |
| 652       | Maipú             | Pirámide           |
| 653       | El Bosque         | Vitacura           |
| 654       | Cerro Navia       | La Granja          |
| 666       | Renca             | Nuñoa              |
| 670       | Puente Alto       | Las Condes         |
| 676       | Casas Viejas      | Las Condes         |
| 682       | Renca             | La Florida         |
| 685       | Quilicura         | Pudahuel Sur       |
| 705       | Maipú             | Peñalolén          |
| 709       | Lo Barnechea      | Los Morros         |
| 714       | Américo Vespucio  | Villa Comercio     |

### Transantiago

#### Troncal 1
Inversiones Alsacia operaba los servicios correspondientes al Troncal 1, a partir del 10 de febrero de 2007 y hasta el 31 de mayo de 2012. Con el paso de los años varios de ellos se han incorporado y eliminado desde entonces. A continuación una lista de los servicios que operaba en este período:
| Recorrido | Inicio              | Fin                 |
| --------- | ------------------- | ------------------- |
| 101       | Recoleta            | Cerrillos           |
| 101c      | Blanqueado          | Cerrillos           |
| 102       | Mall Plaza Tobalaba | Blanqueado          |
| 103       | Providencia         | San Joaquín         |
| 104       | Mall Plaza Tobalaba | Providencia         |
| 105       | Renca               | Lo Espejo           |
| 106       | Nueva San Martín    | La Florida          |
| 107       | Ciudad Empresarial  | Av. Departamental   |
| 107c      | Ciudad Empresarial  | Plaza Renca         |
| 108       | Maipú               | La Florida          |
| 109       | Renca               | Maipú               |
| 109n      | Quinta Normal       | Maipú               |
| 110       | Renca               | Maipú               |
| 110c      | Renca               | Pudahuel Sur        |
| 111       | Pajaritos           | Ciudad Satélite     |
| 112       | Nonato Coo          | Vespucio Norte      |
| 112n      | Av. La Florida      | Recoleta            |
| 113       | Ciudad Satélite     | La Moneda           |
| 113e      | Ciudad Satélite     | La Moneda           |
| 114       | Providencia         | Mall Plaza Tobalaba |
| 115       | Villa El Abrazo     | La Moneda           |
| 116       | Huechuraba          | Santiago Centro     |
| 117       | Vespucio Norte      | San Joaquín         |
| 117c      | Vespucio Norte      | Providencia         |
| 118       | Maipú               | Mall Plaza Vespucio |
| 119       | Mapocho             | Lo Espejo           |
| 120       | Renca               | La Cisterna         |
| 121       | Mapocho             | Lo Espejo           |
| 122       | Plaza Italia        | Quinta Normal       |
| 125       | La Moneda           | Lo Espejo           |
| 126       | Manuel Montt        | La Higuera          |

#### Unidad 1
En junio del 2012, se renovó su contrato, donde mantiene sus recorridos 100 y se adjudica los servicios 408 y 410. De esta manera, todos sus buses que tenían el corte de color blanco con franja verde, tuvieron que ser pintados a celeste con franja blanca. Esta medida se realizó para identificar por colores a cada empresa. Sin embargo, producto de reasignaciones de recorridos ha perdido la operación del servicio 112 desde septiembre de 2016. Desde el 23 de octubre de 2018 se inició un período de transición de los servicios operados por esta empresa. A continuación una lista de los servicios que poseía hasta la fecha de expiración de su contrato con Transantiago:

##### Servicios 100
| Recorrido | Inicio               | Fin                 |
| --------- | -------------------- | ------------------- |
| 101       | Recoleta             | Cerrillos           |
| 101c      | Las Rejas            | Cerrillos           |
| 102       | Las Rejas            | Mall Plaza Tobalaba |
| 103       | Providencia          | San Joaquín         |
| 104       | Providencia          | Mall Plaza Tobalaba |
| 105       | Renca                | Lo Espejo           |
| 106       | Nueva San Martín     | Peñalolén           |
| 107       | Ciudad Empresarial   | Av. Departamental   |
| 107c      | Ciudad Empresarial   | Plaza Renca         |
| 108       | Maipú                | La Florida          |
| 109       | Renca                | Maipú               |
| 109n      | Plaza Italia         | Maipú               |
| 110       | Renca                | Maipú               |
| 110c      | Renca                | Pudahuel Sur        |
| 111       | Pajaritos            | Ciudad Satélite     |
| 112n      | Av. La Florida       | Recoleta            |
| 113       | Ciudad Satélite      | Los Héroes          |
| 113c      | Ciudad Satélite      | Cerrillos           |
| 113e      | Ciudad Satélite      | Los Héroes          |
| 114       | Ñuñoa                | Mall Plaza Tobalaba |
| 115       | Villa El Abrazo      | Los Héroes          |
| 116       | Huechuraba           | Santiago Centro     |
| 117       | Vespucio Norte       | San Joaquín         |
| 117c      | Huechuraba           | Providencia         |
| 118       | Maipú                | La Florida          |
| 119       | Mapocho              | Lo Espejo           |
| 120       | Renca                | La Cisterna         |
| 121       | Mapocho              | Lo Espejo           |
| 125       | Universidad de Chile | Lo Espejo           |
| 126       | Manuel Montt         | La Higuera          |

##### Servicios 400
| Recorrido | Inicio | Fin         |
| --------- | ------ | ----------- |
| 408       | Renca  | Mapocho     |
| 408e      | Renca  | Mapocho     |
| 410       | Renca  | Providencia |
| 410e      | Renca  | Providencia |